# Garma
Garma – gaun wikas samiti we wschodniej części Nepalu w strefie Sagarmatha w dystrykcie Solukhumbu. Według nepalskiego spisu powszechnego z 2001 roku liczył on 448 gospodarstw domowych i 2283 mieszkańców (1170 kobiet i 1113 mężczyzn).